# ジョン・H・ヴィンセント
ジョン・ヘイル・ヴィンセント（John Heyl Vincent、1832年2月23日 - 1920年5月9日）は、アメリカ合衆国のメソジスト監督教会の監督。

## 経歴
アラバマ州タスカルーサに生まれ、ペンシルベニア州ルイスバーグのルイスバーグ・アカデミー（バックネル大学の前身）や、ニュージャージー州ニューアークのウエスレアン・インスティテュート (Wesleyan Institute) に学んだ。1853年、ニュージャージー・カンファレンスの聖職者となり、1857年にロック・リバー・カンファレンスへ移された。シカゴのいくつかの教会に牧師として派遣され、『Northwest Sunday-School Quarterly』（1865年創刊）や『Sunday-School Teacher』（1866年創刊）といった雑誌を創刊した。教派の日曜学校連盟 (the Sunday-school Union) の通信幹事 (corresponding secretary) や出版物の編集者を1868年から1884年にかけて務めた。1888年、彼は監督に選出され、1900年にはヨーロッパ駐在の監督に任命され、スイスのチューリッヒに派遣された。1904年には現役の監督から引退した。彼は1874年に始まったショトーカ集会 (Chautauqua Assembly) の共同創始者のひとりであり、ショトーカ総合学園では1878年の設立時から総長を務めた。

## おもな著書
- The Chautauqua Movement (1886)
- The Church School and Its Officers (1886)
- Studies in Young Life (1890)
- A Study in Pedagogy (1890)
- Earthly Footsteps of the Man of Galilee (1894)
- Family Worship for Every Day in the Year (1905)